# Dragon Age: The Veilguard
Dragon Age: The Veilguard (в официальной русской локализации — «Dragon Age: На страже Завесы») — компьютерная игра в жанре action/RPG, разработанная студией BioWare. Это четвёртая игра во франшизе Dragon Age и продолжение игры Dragon Age: Inquisition, вышедшей в 2014 году.

## Разработка
Разработка новой четвертой части серии Dragon Age началась в 2015 году после выхода Trespasser, последнего загружаемого дополнения к Dragon Age: Inquisition. Руководство студии разделило коллектив разработчиков Dragon Age на две части: большая часть сотрудников занялась проектом Mass Effect: Andromeda, тогда как меньшая — несколько десятков разработчиков — занялась новой игрой во вселенной Dragon Age. Этот проект, которым руководили креативный директор Майл Лэйдлоу и исполнительный продюсер Марк Дарра, получил рабочее название Joplin. Игра описывалась как «крутая и очень реактивная», меньше по масштабам, чем Inquisition, но глубже и с более весомыми последствиями принятых игроком решений. Игрок управлял группой шпионов в Империи Тевинтер — могущественном государстве под властью магов. Особую роль в Joplin должны были играть организованные ограбления — разработчики надеялись выстроить некие «нарративные системы» для типовых действий типа попыток убедить или запугать охранников, чтобы сценаристам не нужно было прописывать каждую такую сцену вручную. В отличие от Inquisition, Joplin не предусматривала многопользовательского режима игры.
В 2016 году руководство Bioware, однако, решило приостановить разработку проекта Joplin и перебросить всю его команду целиком на столкнувшийся с затруднениями проект Mass Effect: Andromeda — разработчики Dragon Age работали над ней в течение трёх-четырёх месяцев. Когда в марте 2017 года Andromeda вышла, они вновь вернулись к Joplin. Тем не менее, в октябре 2017 года по решению руководства Bioware проект Joplin был окончательно закрыт, а большинство разработчиков, включая Дарру, переброшены на создание новой перспективной игры — игры-сервиса Anthem. 
Студия поручила небольшой группе сотрудников заняться новым проектом по вселенной Dragon Age — он получил название Morrison. Morrison предполагалось выпустить после Anthem, используя инструменты и базу программного кода, который Bioware должна была накопить в ходе разработки именно этой игры; пока что разработка начиналась с нуля. Как и Anthem, Morrison должна была содержать «сервисную компоненту». Все накопившиеся за предыдущие два года наработки Joplin были просто отброшены. Лэйдлоу и часть опытных разработчиков из команды Dragon Age покинули студию; место Лэйдлоу в работе над Morrison принял бывший арт-директор Inquisition Мэтт Голдман, в то время как Дарра стал исполнительным продюсером и Anthem, и Morrison. Morrison не должна была быть полностью онлайновой игрой — по задумке разработчиков, основную сюжетную линию игры можно было пройти в одиночку; многопользовательский режим должен был удерживать игроков в дальнейшем. Хотя компания-издатель Electronic Arts питала большой интерес к играм-сервисам, по словам креативного директора Veilguard Джона Эплера, студия не получала от издателя каких-либо приказов во что бы то ни стало сделать Morrison онлайновой или превратить её в игру-сервис; дизайнеры Bioware просто исследовали новые способы «рассказывать истории».
«Новая Dragon Age» была анонсирована на церемонии The Game Awards 2018. В опубликованном тизере был показан красный лириум (проклятый источник магии из вселенной игры) и персонаж Солас, известный теперь как Ужасный Волк. Он должен был стать антагонистом будущей игры. Маркетинг в социальных сетях использовал слоган «Ужасный волк восстаёт».
Ни Mass Effect: Andromeda, ни Anthem не оказались успешными — и Bioware, и издатель Electronic Arts были разочарованы их продажами, отзывами прессы и реакцией фан-сообщества. В декабре 2020 года руководитель разработки Марк Дарра ушёл из BioWare, его заменил глава студии BioWare Austin Кристиан Дейли, однако он также покинул студию в ноябре 2021 года. В феврале 2021 года Electronic Arts и BioWare отказались от планов на создание онлайн-компонента в новой Dragon Age и стали разрабатывать её уже как исключительно однопользовательскую игру.
В июне 2022 года было объявлено название игры уже с подзаголовком: Dragon Age: Dreadwolf. Dreadwolf станет прямым продолжением предыдущей игры, в отличие от предыдущих частей франшизы. В июне 2024 игра была официально переименована в Dragon Age: The Veilguard. В августе 2024 года разработчики назвали дату выхода игры — 31 октября 2024 года.

## Отзывы и продажи
| Сводный рейтинг       | Сводный рейтинг                        |
| Агрегатор             | Оценка                                 |
| --------------------- | -------------------------------------- |
| Metacritic            | (PC) 76/100 (PS5) 82/100 (XSXS) 85/100 |
| OpenCritic            | 80/100                                 |
| Иноязычные издания    |                                        |
| Издание               | Оценка                                 |
| Edge                  | 7/10                                   |
| GameSpot              | 8/10                                   |
| GamesRadar+           | [ 21 ]                                 |
| IGN                   | 9,0/10                                 |
| PC Gamer (US)         | 79/100                                 |
| VG247                 | [ 24 ]                                 |
| Русскоязычные издания |                                        |
| Издание               | Оценка                                 |
| StopGame.ru           | Проходняк                              |

По данным агрегатора рецензий Metacritic, игра получила «преимущественно положительные» оценки обозревателей.